# Roderich Benedix

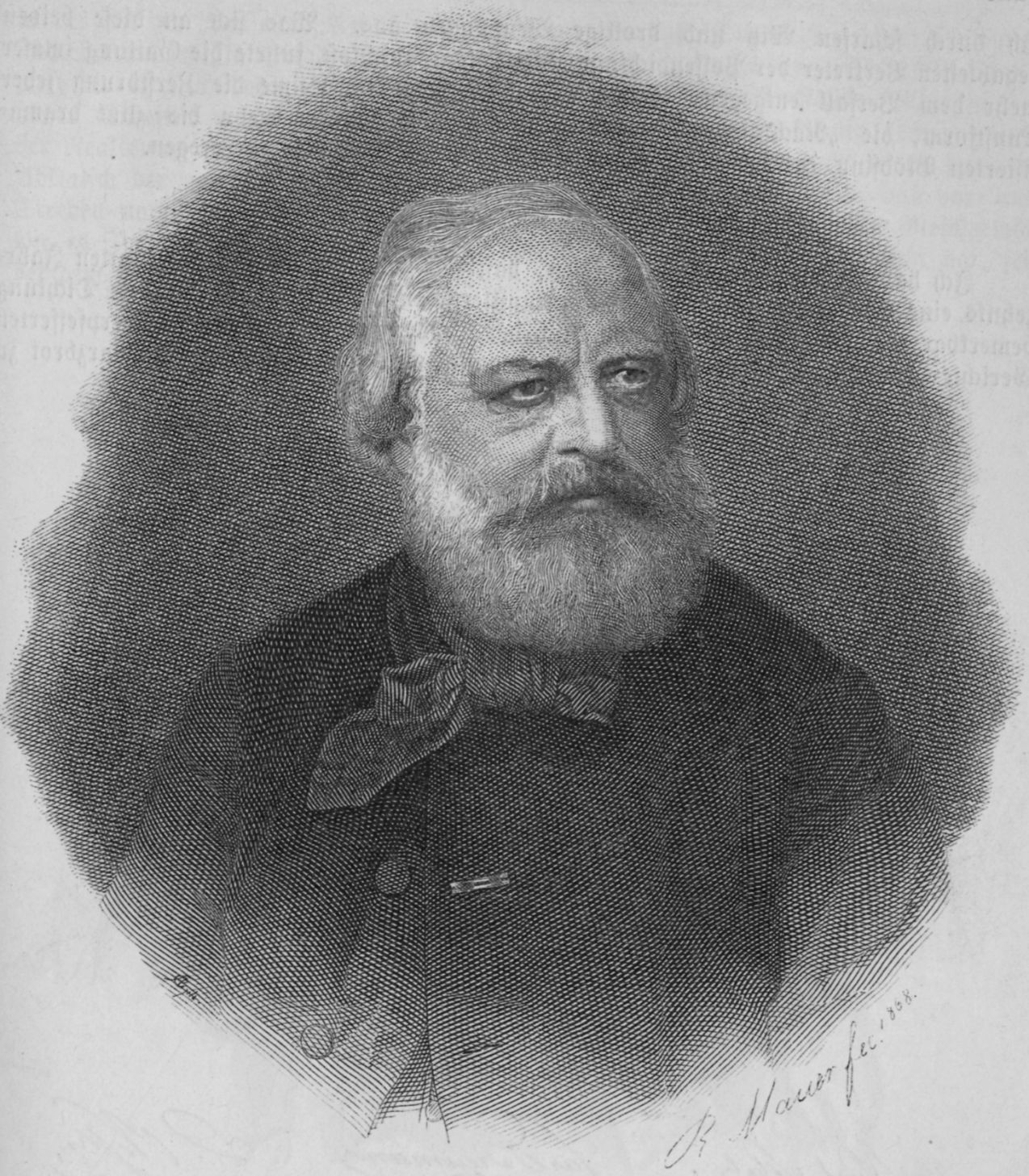
Roderich Benedix (Kupferstich von R. Maurer, 1868)

Julius Roderich Benedix (* 21. Januar 1811 in Leipzig; † 26. September 1873 ebenda) war ein deutscher Komödiendichter, Schauspieler und Theaterdirektor.

## Leben

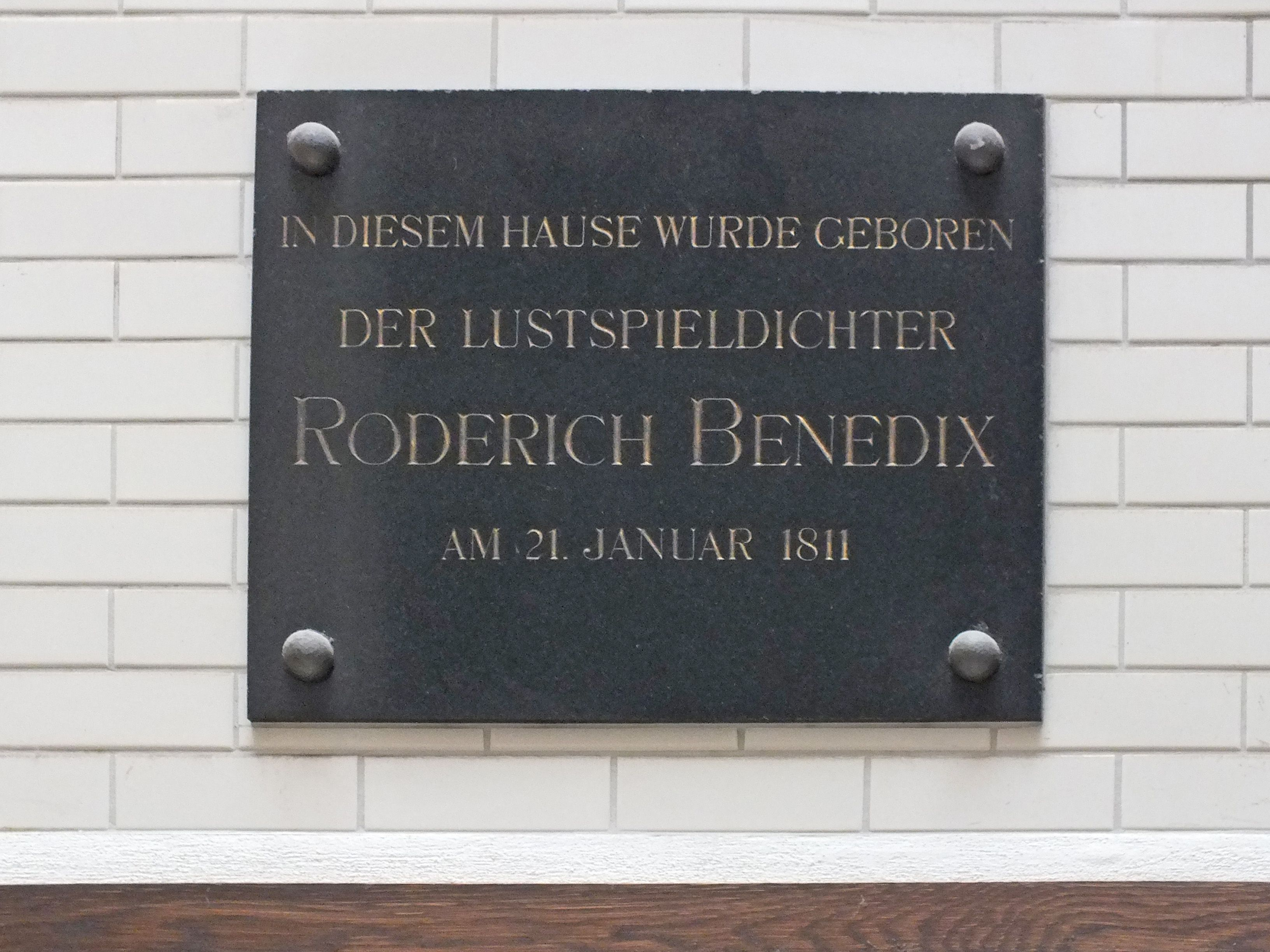
Tafel in Specks Hof in Leipzig (2018)

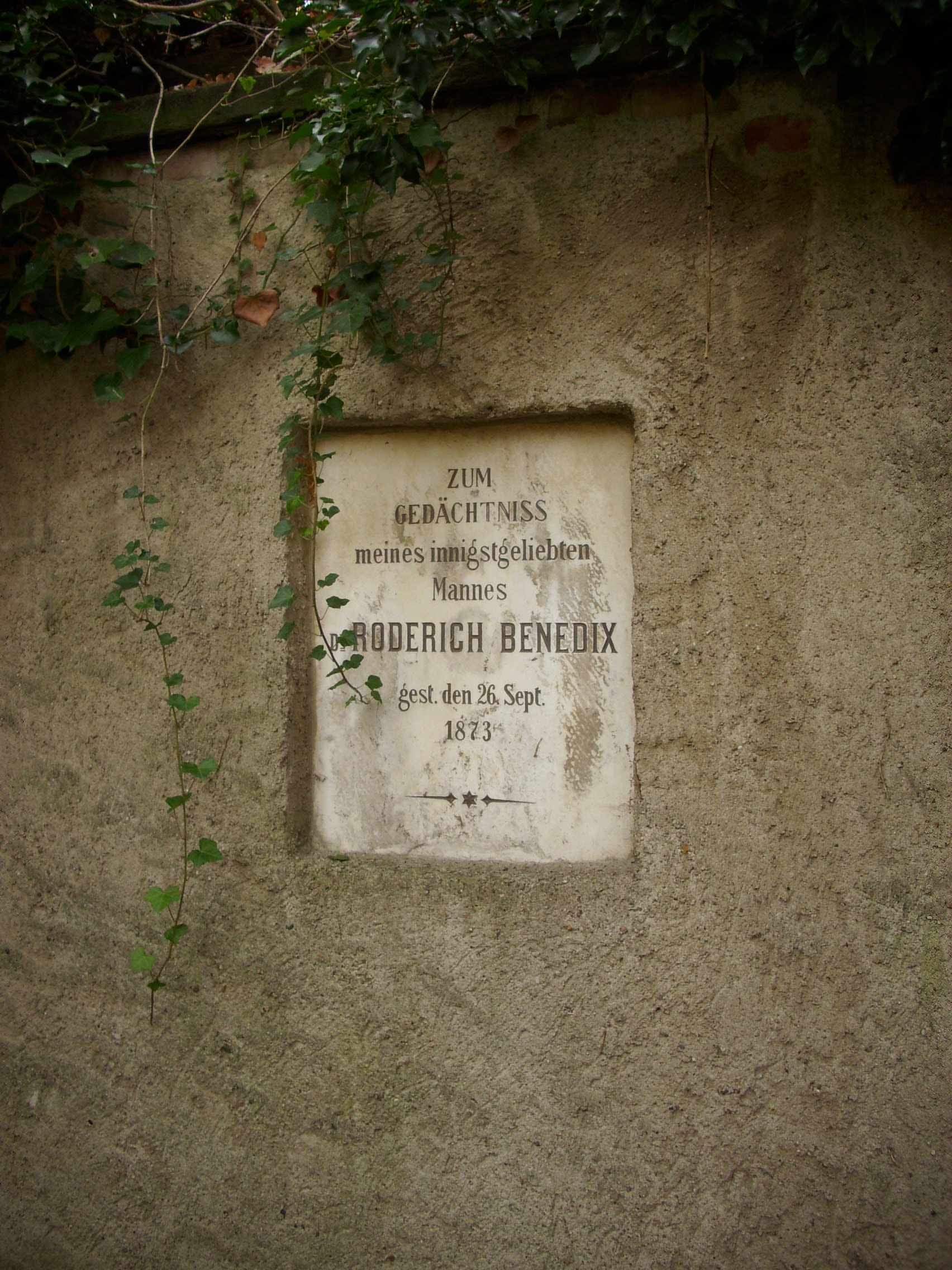
Grabtafel für Roderich Benedix, Alter Johannisfriedhof Leipzig (2011)

Roderich Benedix wurde in Leipzig in einem Vorgängerbau von Specks Hof an der Reichsstraße geboren. Er besuchte die Thomasschule zu Leipzig, folgte aber seiner Neigung zum Theater und wurde 1831 Schauspieler. Während zweier Jahre spielte er bei Heinrich Eduard Bethmann in Dessau, Bernburg, Köthen, Meiningen und Rudolstadt. Er fand ein Engagement in Westfalen und im Rheinland und trat in Minden, Paderborn, Kleve, Krefeld, Mainz und Wiesbaden auf, bis er 1838 nach Wesel am Niederrhein kam.
Das erste von ihm verfasste Schauspiel Das bemooste Haupt gelangte am 23. November 1840 am Theater der Königlichen Haupt- und Residenzstadt Königsberg zur Aufführung; es wurde mit großem Beifall auf fast allen Bühnen Deutschlands gespielt. Nicht weniger Erfolg hatte sein zweites Stück Doctor Wespe.
Benedix übernahm darauf in Wesel die Redaktion der Volkszeitschrift Der Sprecher, siedelte aber 1842 nach Köln über, wo er sich durch vielbesuchte Vorlesungen über Faust. Eine Tragödie. einführte. 1844 übernahm er für ein Jahr die technische Direktion des Elberfelder Theaters. Seit 1847 wirkte er in gleicher Eigenschaft am Schauspiel Köln unter Gerlachs Direktion. Zugleich hielt er vor einem ausgewählten Publikum Vorlesungen über die jüngsten Lyriker und Dramatiker Deutschlands.
Als in Köln die Rheinische Musikschule organisiert wurde, erhielt auch Benedix dort eine Lehrerstelle. Im Jahr 1855 wurde er Intendant des Stadttheaters Frankfurt am Main, legte jedoch 1859 dieses Amt nieder und kehrte nach Köln zurück. Später lebte er, geistig immer tätig, aber in den letzten Jahren körperlich leidend, in Leipzig, wo er am 26. September 1873 starb.
Verheiratet war er mit Leontine Paulmann, seine Schwiegereltern damit Julius Paulmann und Hulda Emilie Klotz. Seine Schwägerin war Therese Paulmann. Aus einer früheren Ehe stammen sein Sohn Hugo Benedix (1836–1917), Theaterschauspieler, und Ottilie Benedix, die mit dem Schauspieler Heinrich Behr verheiratet war.

## Werk
Als dramatischer Dichter hatte Benedix Erfolge, wie seit August von Kotzebue kaum ein Lustspieldichter. Die meisten seiner Lustspiele wurden Lieblingsstücke des deutschen Volkstheaters.
Selbst über Deutschlands Grenzen hinaus fanden Benedix’ Stücke Anerkennung. Seine Hauptstärke als Autor lag allerdings weder in der Charakteristik, die sich selten über die photographische Wiedergabe behaglicher und etwas zuversichtlicher Durchschnittsmenschen erhob, noch in einer poetischen Grundanschauung der Welt, sondern in der Fülle der Situationen, einer im bunten, unterhaltenden Wechsel belebten Szenerie, in heiteren Kombinationen des Zufalls, in Verwickelungen und Verwechslungen, in der genauen Kenntnis des Theatermilieus und seiner althergebrachten, aber trotzdem wirksamen Effekte. Dazu gesellten sich – aus damaliger Sicht – ein frischer und beweglicher Dialog, dessen Hausbackenheit sich allerdings auch mit der gleichen Eigenschaft der Figuren deckte, ein zwar nicht glänzender oder reicher, aber dennoch kerniger Witz und eine gewisse moralisierende Richtung.
Sein 1851 uraufgeführtes Stück Das Gefängnis kam auf Umwegen nach Paris in die Hände der Librettisten Meilhac und Halévy, die daraus das Stück La Réveillon schufen – was schließlich über einen weiteren Umweg die Grundlage für das Libretto von Die Fledermaus von Johann Strauss wurde.
Auch als Volksschriftsteller und Erzähler hat sich Benedix versucht. In der postum veröffentlichten polemischen Schrift Die Shakespearomanie verurteilt er eine unkritische Shakespeare-Begeisterung.
Wie beliebt seine Stücke bei den Königsberger Studentenverbindungen waren, zeigt die Erinnerung eines Masuren:

„Wurde das alte prächtige, so lebenswahre Studentenstück Das bemooste Haupt von Benedix gegeben, so war stehender Brauch, daß wir Couleurstudenten uns in dem betreffenden Akt, in dem ein regelrechter Kommers abgehalten wird, im Farbenschmuck auf die Bühne begaben, um beim Kommers mitzuwirken und das Gaudeamus mitzusingen, in welches auch die etwa im Parterre zurückgebliebenen Kommilitonen kräftig einstimmten. Für das übrige Publikum war das natürlich immer ein Extravergnügen, besonders wenn wir Pseudoschauspieler da oben allerlei Ulk trieben, den der Verfasser des Stückes keineswegs vorgeschrieben hatte. Besondern Effekt machte z. B. der folgende: Die in der ganzen deutschen Theaterwelt bekannte und bespöttelte Knauserei Woltersdorffs äußerte sich unter anderem auch darin, daß die Schauspieler, wenn sie in irgendeiner Szene Wein oder Bier trinken sollten, niemals Gläser, sondern stets undurchsichtige Becher oder Krüge erhielten, in denen sich keine Spur von Stoff befand. Wenn uns nun in jener Kommersszene die scheinbar gefüllten Krüge gereicht wurden, so drehten wir sie, bevor wir sie an den Mund setzten, um, wobei natürlich kein Tropfen herausfloß, zum größten Gaudium des Publikums.“

## Werke

### Dramen

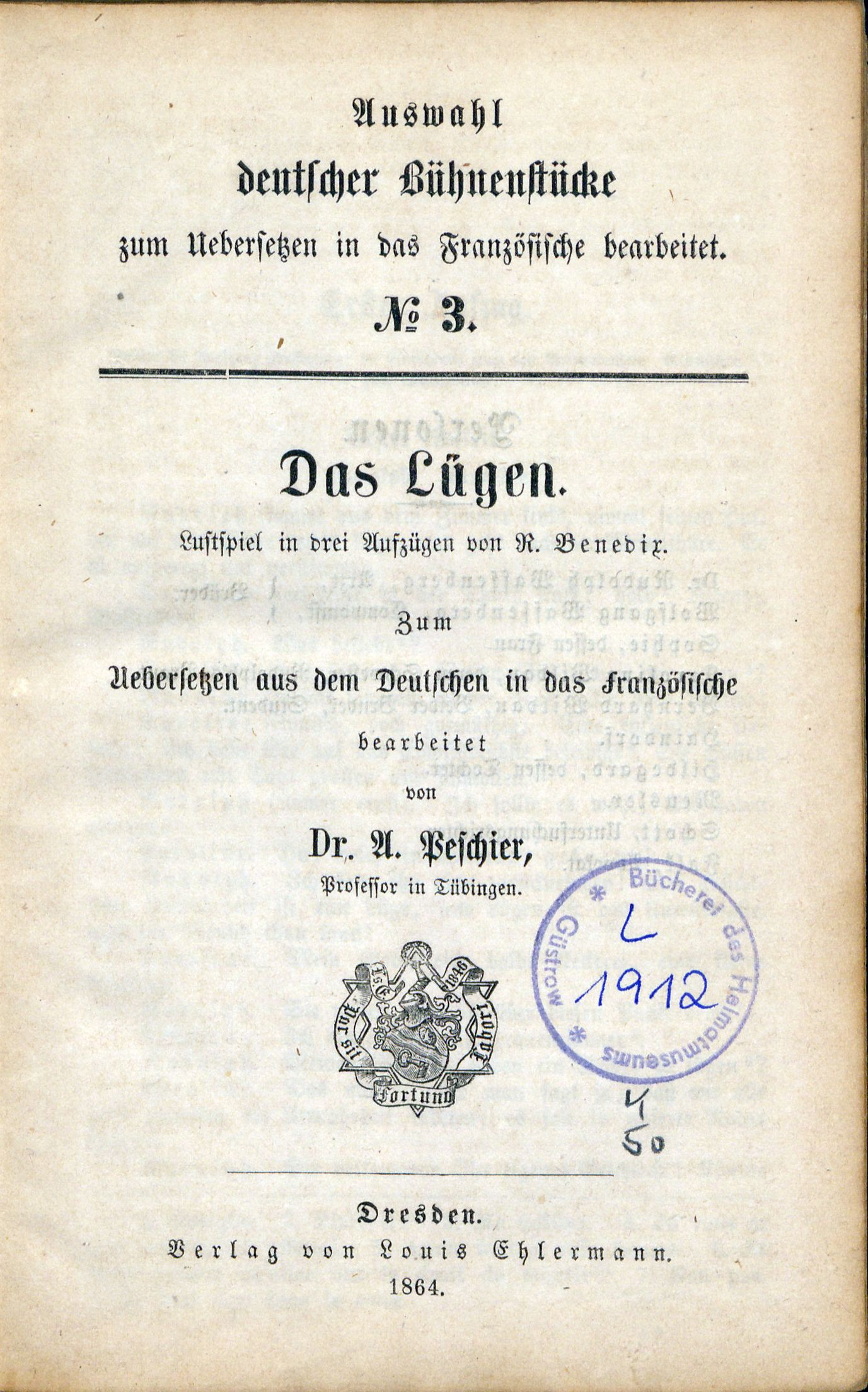
Das Lügen (Druck von 1864)

- Johanna Sebus. Drama in 1 Akt, 1835
- Der Weiberfeind. Lustspiel in 1 Akt, 1846 (UA 1843)
- Das bemooste Haupt (UA 1839)
- Doctor Wespe (UA 1842)
- Der Steckbrief
- Der alte Magister
- Der Vetter
- Eigensinn. Lustspiel in 1 Aufzug (UA 1847)
- Der Prozeß
- Die Hochzeitsreise
- Die Eifersüchtigen
- Das Gefängnis
- Die zärtlichen Verwandten
- Der Liebesbrief
- Die Schuldbewußten
- Aschenbrödel
- Das Lügen
- Die Lügnerin. Lustspiel in 1 Aufzug
- Ein Lustspiel
- Die Sonntagsjäger. Lustspiel in 1 Aufzug
- Eine Stunde auf der Karlsschule. Historisches Genrebild in 1 Akt
- Das Stiftungsfest
- Mathilde
- Die Pasquillanten, 1860
- Die Verlobung, 1862[4]
- Die Dienstboten, UA am 18. Januar 1864[5]

Die meisten seiner Bühnenstücke sind in seinen Gesammelten dramatischen Werken  (Leipzig 1846–74, 27 Bände) enthalten; außerdem erschien eine Auswahl der größeren Lustspiele in 20 Bänden (Volkstheater, das. 1882) und eine Sammlung der kleineren Stücke unter dem Titel: Haustheater (8. Aufl., Leipzig 1880).

### Sonstige
- Deutsche Volkssagen, 6 Bände, Wesel 1839–41, Neuausgabe 1851
- Niederrheinischer Volkskalender, 1836–42
- Gedenkbuch für das Leben, Wesel 1841
- Bilder aus dem Schauspielerleben, 2. Aufl. Wesel 1851
- Die Landstreicher, Roman 1867
- Der mündliche Vortrag, 3 Bände, 3. Auflage Leipzig 1871
- Das Wesen des deutschen Rhythmus, Leipzig 1862
- Katechismus der deutschen Verskunst, 2. Auflage Leipzig 1879
- Katechismus der Redekunst, 3. Auflage Leipzig 1881
- Die Shakespearomanie. Zur Abwehr, postum, Stuttgart 1873

## Ehrungen
Im Leipziger Stadtteil Gohlis ist seit 1889 eine Anliegerstraße nach Benedix benannt.